# Rassé
De rassé (Viverricula indica)  is een zoogdier uit de familie van de civetkatachtigen (Viverridae). De wetenschappelijke naam van de soort werd voor het eerst geldig gepubliceerd door Étienne Geoffroy Saint-Hilaire in 1803.

## Voorkomen
De soort komt voor (inheems) in Afghanistan, Bangladesh, Birma, Cambodja, China, Hongkong, India, Indonesië, Laos, Maleisië, Nepal, Pakistan, Sri Lanka, Taiwan, Thailand en Vietnam. De soort is ook geïntroduceerd op Madagaskar.